# Vi ska gömma oss i varandra
"Vi ska gömma oss i varandra" är en sång av Tomas Ledin från 1979. Den finns med på hans sjunde studioalbum Ut på stan (1979), men utgavs också som singel.
Låten spelades liksom B-sidan "Jag vill ha dej" in i Glenstudio i Stocksund 1979 med Leif Carlquist som producent. 2003 spelades den in av Miio på albumet På vårt sätt.

## Låtlista
1. "Vi ska gömma oss i varandra"
2. "Jag vill ha dej"

### Fotnoter
1. 1 2 3  ”Tomas Ledin”. Svensk mediedatabas. http://smdb.kb.se/catalog/search?q=Tomas+Ledin+year%3A1970-1979&sort=OLDEST. Läst 15 januari 2013.